# Burning Star
A Burning Star Anastacia és Natalia közös száma, melyet 2010 szeptember 17-én mutattak be a belgiumi Q Music Radio-ban.

## A dal háttere és promotálása
A Burning Star egy duett, amely Natalia Druyts belga énekesnő és Anastacia közös munkája. A kislemezt internetről letölthető formában, és CD kislemezként tették elérhetővé. Különlegessége, hogy 2010, szeptember 17-én, Anastacia 42. születésnapján debütált a belga Q Music Radio-ban. Erről Anastacia így nyilatkozott: „Nem rossz szülinapi ajándék nekem. : ) Imádom ezt a dalt, remélem, hogy ti is szeretni fogjátok srácok!”.

## A szám elkészítésének célja
A Burning Star abból célból készült, hogy promotálja a két énekesnő, 2011 januárjában kezdődő közös koncertturnéját, a Natalia meets Anastaciát. A koncertsorozatra a belgiumi Sportpaleis koncert arénában fog sor kerülni.

## Video és helyezések
A dalhoz nem készült videóklip, azonban van egy felvétel, ahol Anastacia és Natalia élőben adják elő számukat a belgiumi tévén futó de Laatste Show-ban. A dal a belgiumi iTunes top 200-as listáján a 35. helyet érte el, legmagasabb helyezése 8. volt.

## Számlista
iTunes-kislemez
1. Burning Star – 3:33

Belga promóciós CD kislemez
1. Burning Star – 3:33
2. Burning Star (Radio Edit) – 3:15

## Fordítás
Ez a szócikk részben vagy egészben  a   Burning Star (song) című angol Wikipédia-szócikk fordításán alapul.  Az eredeti cikk szerkesztőit annak laptörténete sorolja fel. Ez a jelzés csupán a megfogalmazás eredetét és a szerzői jogokat jelzi, nem szolgál a cikkben szereplő információk forrásmegjelöléseként.